# Ртвели
Ртвели (груз. რთველი) је традиционална берба грожђа и рурални празник бербе у Грузији, пропраћен различитим прославама, музиком и фестовима. Обично почиње крајем септембра у источном делу Грузије и средином октобра у западној Грузији. 
У Грузији, где вино има иконски значај, традиција ртвели датира још од античких времена, У земљи се гаји више од 450 сорти грожђа, од којих је 62- укључено у званичну листу грожђа, 29 - на листи за производњу традиционалних грузијских вина и 9- за десерт. 
Ртвели обично траје неколико дана, људи почињу бербу од раног јутра а дан завршавају прославом и певањем народних песама чије су теме бербе и вино.

## Дневне активности
Током дана цела породица, заједно са пријатељима и комшијама, окупља се у винограду и почиње бербу. Ради или голим рукама или специјалним маказама. Све посуде везане за сакупљање грожђа и припрему вина су опрани и очишћени врло темељито и пажљиво. 
Користе се различите посуде и инструменти: 
- годори – издужена корпа, исплетена од дренових гранчица, за бербу грожђа
- сацнехели – дрвено корито за муљање грожђа. Муљање се обично ради ногама, обувених у гуменим чизмама. Посуда има посебан отвор кроз који се исцеђени сок прелива у глинену посуду квеври.
- Квеври – глинени суд, у коме се вино ферментира.
- Марани – подрум, у коме се закопавају глинени судови због боље ферментације.

Грожђе се не користи само за производњу вина. Од добијених комина се прави ракија чача а од сокова посластице– пеламуши и чурчхела.

## Вечерње активности
Опште је прихваћено да свечане вечери прођу у изобиљу хране и пића. Служе се велике количине грузијских деликатеса - шашлик, хинкали, сациви, лобио, хачапури, у пратњи обиље воћа и поврћа и незаобилазно чурчхеле. Количина и разноврсност сервиране хране и пића не симболизује само богату бербу, већ су у знаку богате и успешне године.
Према традицији, што више гостију, срећније је година. Младо вино се дегустира, подижу се здравице, прва од домаћина (тама) и обично је посвећена домовини, гозби, грожђу, новом вину. Ово се понавља сваке ноћи током празника.